# Église des Saints-Apôtres de Thessalonique
Pour les articles homonymes, voir Église des Saints-Apôtres.
L’église des Saints-Apôtres  (en grec moderne : Ἅγιοι Ἀπόστολοι), est l'une des églises byzantines de Thessalonique classées au Patrimoine mondial.

## Historique

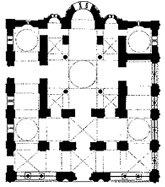
Plan de l'église.

L'église est du XIVe siècle, mais elle devait être inscrite dans un complexe plus vaste, en témoigne la citerne et les restes de colonnes au sud. Peut-être un catholicon, la dédicace et les styles des chapiteaux font référence à Niphon de Constantinople, ktitor de cette église et une autre inscription dans le mur cite Paul, pupille de Niphon comme second ktitor et higoumène. Elle a été construite sur un plan en croix inscrite avec cinq dômes au nord de la via Egnatia et dans la partie ouest de la ville romaine. Une datation au carbone 14 ainsi que la présence de Marie dans la décoration tendrait à montrer qu'il s'agit là du monastère de Theotokos Gorgoepikoos bâti en 1329.
Avec le passage de la ville sous domination ottomane, elle fut transformée vers 1525 en mosquée sous le nom de Soğuksu Camii, la mosquée des eaux froides. D'importants travaux y furent réalisés, notamment la couverture des mosaïques et des fresques, qui furent néanmoins révélées lors des campagnes de restauration initiées en 1926.
L'église est inscrite depuis 1988 sur la liste du patrimoine mondial de l'UNESCO au sein du bien intitulé « monuments paléochrétiens et byzantins de Thessalonique ».